# محمد کوناته (بازیکن فوتبال، زاده ۱۹۹۲)
محمد کوناته (انگلیسی: Mohamed Konaté؛ زادهٔ ۲۰ اکتبر ۱۹۹۲) بازیکن فوتبال اهل مالی است.
از باشگاه‌هایی که در آن بازی کرده است می‌توان به باشگاه ورزشی جولیبا و باشگاه فوتبال برکان اشاره کرد.
وی همچنین در تیم ملی فوتبال مالی بازی کرده است.